# Пфарркирхен
Пфарркирхен (также Пфаркирхен; нем. Pfarrkirchen) — город и городская община в Германии, в Республике Бавария.
Община расположена в правительственном округе Нижняя Бавария в районе Ротталь-Инн.  Население составляет 11 748 человек (на 31 декабря 2010 года). Занимает площадь 52,33 км². Региональный шифр  —  09 277 138.

## Население

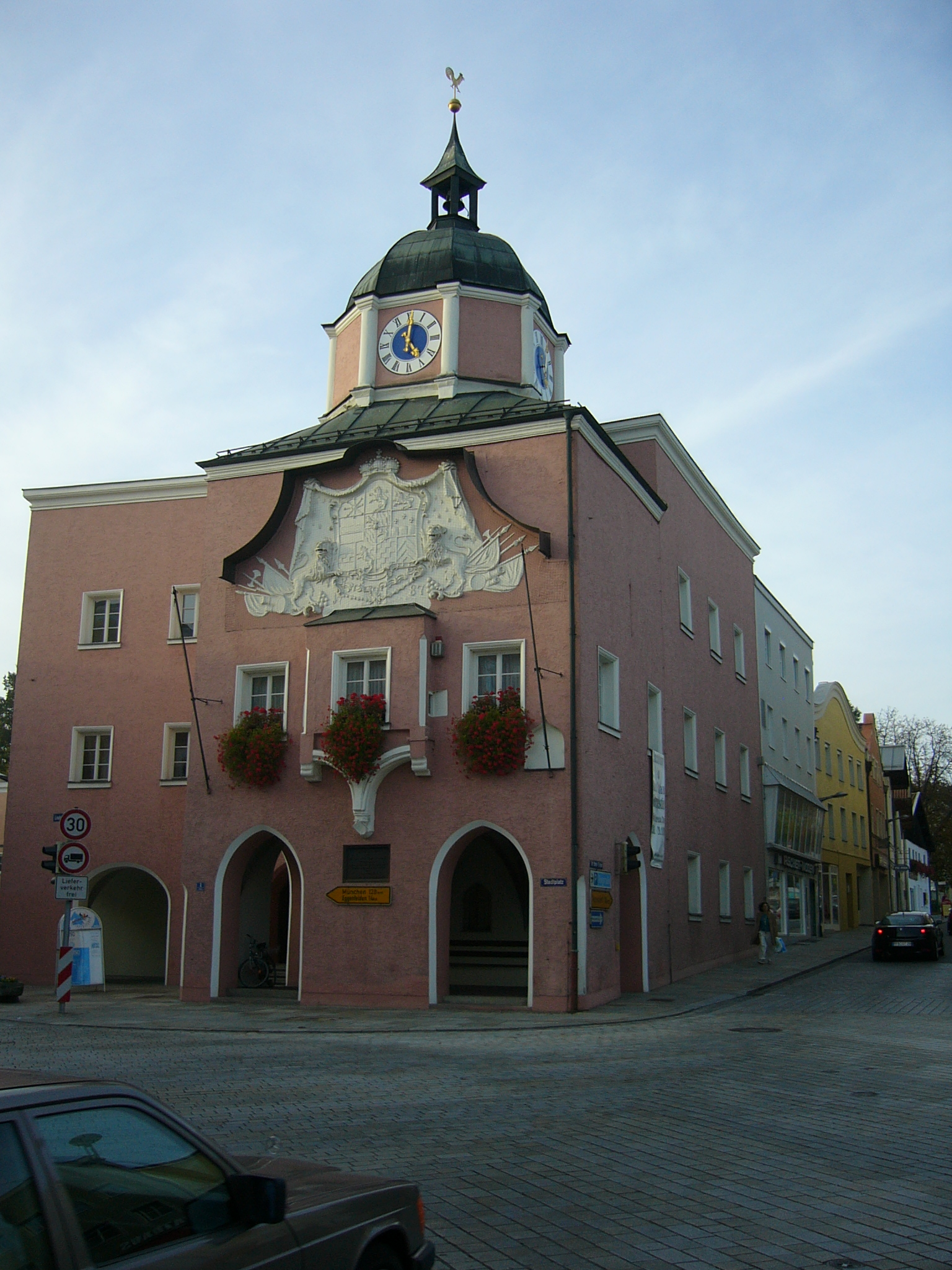
Пфарркирхен

По оценке на 31 декабря 2015 года население общины Пфарркирхен составляет 12 297 чел. 

| Дата      | 1840 | 1871 | 1900 | 1925 | 1939 | 1950 | 1961 | 1970 | 1987  | 2011  |
| --------- | ---- | ---- | ---- | ---- | ---- | ---- | ---- | ---- | ----- | ----- |
| Население | 3509 | 4119 | 5001 | 5943 | 5871 | 9351 | 8955 | 9515 | 10275 | 11709 |

| Год       | 1960 | 1970 | 1980 | 1990  | 2000  | 2009  | 2010  | 2011  | 2012  | 2013  | 2014  | 2015  |
| --------- | ---- | ---- | ---- | ----- | ----- | ----- | ----- | ----- | ----- | ----- | ----- | ----- |
| Население | 8650 | 9491 | 9846 | 10632 | 11712 | 11794 | 11748 | 11725 | 11952 | 11953 | 12082 | 12297 |

## Известные уроженцы
- Ханс Стайнингер (1508–1567) – городской капитан города Браунау-ам-Инн, известный своей чрезвычайно длинной бородой.